# Estación Martín Colman
Martín Colman es una estación ferroviaria ubicada en el partido de Rauch, en la provincia de Buenos Aires, Argentina.

## Servicios
Es una pequeña estación del ramal perteneciente al Ferrocarril General Roca, desde la estación Las Flores, hasta la estación Tandil.
Se encuentra actualmente sin operaciones de pasajeros desde el 30 de junio de 2016.
Sus vías están concesionadas a la empresa privada de cargas Ferrosur Roca.

## Ubicación
Se ubica en el paraje homónimo, en el partido de Rauch.